# Kućna muha
Kućna muha ili domaća muha (lat. Musca domestica) kozmopolitska je vrsta muhe iz porodice Muscidae. 
Sivo-crne su boje s četiri uzdužne pruge na dorzalnoj strani prsnog dijela, blago dlakavih tijela i jednim parom opnastih krila. Imaju crvene oči, malo izbuljene kod malo većih ženki. Kućna muha jedan je od najbrojnijih kukaca, a najveća je brojnost u toplim, ljetnim mjesecima. Vjeruje se da se prvi put pojavila u kenozoiku, vjerojatno na Bliskom istoku, i vjerojatno je danas raširena po cijelom svijetu, kao ljudski komenzal. To je najčešća vrsta muhe koja se nalazi u naseljenim područjima.
Polaže serije od oko 100 jaja na raspadajuće organske tvari, poput otpadaka hrane, truleži ili izmeta. Jaja se ubrzo izlegu kao bijele ličinke bez nogu. Nakon 2 do 5 dana razvoja pretvaraju se u crvenkastosmeđe kukuljice, duge oko 8 mm. Odrasle muhe obično žive 2 do 4 tjedna, ali mogu prezimiti. Odrasle jedinke hrane se različitim tekućim ili polutekućim tvarima, kao i krutim tvarima omekšanim njihovom slinom. Ove muhe mogu na tijelu i izmetu prenositi patogene, kontaminirati hranu i pridonijeti prijenosu bolesti koje se prenose hranom, a vrlo su brojne. Iz tih razloga se smatraju štetočinama. Kućna muha je uz štakore i žohare jedna od najgorih vrsta za zdravlje ljudi i širenje epidemija. Prenosi uzročnike: tifusa, paratifusa, tuberkuloze, lepre i trahoma.
Kućne muhe korištene su u laboratoriju za proučavanje starenja i mehanizama određivanja spola. Muhe se u književnosti pojavljuju od starogrčkog mita i basne "Nesretni kukac" nadalje.

## Galerija
- Crtež kućne muhe.
- Životni ciklus kućne muhe.
- Uvećana glava kućne muhe.
- Uvećana noga kućne muhe.